# Der Heiratsmarkt
Der Heiratsmarkt ist eine sechsteilige deutsche Kuppelshow.  Als erster Fernsehsender weltweit zeigt ProSieben das Format und begann im August 2023 mit der wöchentlichen Ausstrahlung zur Primetime.
Konzeptentwickler und Lizenzgeber (Lizentitel Marriage Market) ist die Abteilung Fox Alternative Entertainment des Produktionsunternehmens Fox Entertainment  der US-amerikanischen Fox Corporation. Deutscher Produktionspartner ist die Cheerio Entertainment, die von der Seven.One Entertainment Group 2022 gegründet wurde.

## Konzept
Für heiratswillige Singles suchen zwei nahestehende Personen (besonders Eltern und weitere Verwandte, aber auch Freunde) aus einem begrenzten Angebot möglicher Partner jemanden aus, der ihrer Meinung nach am besten zu ihrem Kind, Verwandten oder Freund/-in passen könnte. Die jeweiligen Angehörigen ziehen mit den beiden Singles in eine Villa (kroatisch kuća) mit gemeinschaftlichen Wohnräumen, wobei der zu den aussuchenden Angehörigen gehörende Single als Letzter dazukommt und mit der Wahl „überrascht“ wird. Das gematchte Paar bezieht bereits am ersten Tag ein gemeinsames Schlafzimmer (und auch Badezimmer) mit Doppelbett.

## Ereignisse

### Nach Folge
Folge 1 sah auf einem Rasen in einem auf der kroatischen Insel Hvar liegenden Dorf sechs Marktstände, die jeweils zwei Angehörige und die zu verkuppelnde Singlefrau bezogen. Die beiden Angehörigen der sechs Singlemänner besuchten die Marktstände, nahmen die Singlefrauen in Augenschein und unterhielten sich mit ihnen und den Angehörigen. Danach hatten die Männer-Angehörigen ein Ranking zu erstellen, in welcher Reihenfolge sie meinten, dass die Singlefrauen am besten zu ihrem unter die Haube zu bringenden Angehörigen passen würden. Ohne dass sich die Singlesgeschlechter sehen durften, wechselten nun die Rollen: die Singlemänner und ihre Angehörigen bezogen die Stände, die von den Verwandten und Freundinnen der Frauen besucht wurden. Letztere erstellten nun ein Ranking der Männer. Die Angehörigen der Frauen, die im Ranking Platz 1–4 belegten, suchten nun in dieser Reihenfolge einen Mann für ihre Frau aus (die Auswahl verringerte sich bis auf zuletzt drei Männer). Singlefrau und -mann auf Platz 6 schieden aus, Singlefrau und -mann auf Platz 5 sollen auf einem zweiten Heiratsmarkt eine zweite Chance erhalten. Nachdem 2 der 4 Paare in der ersten Nacht miteinander gekuschelt hatten, erhielten alle am folgenden Tag eine paarweise Aufgabe zum Näherkennenlernen, nach einem weiteren Tag gab es für die Gematchten sowie den jeweils Fünftplatzierten Ornella (26, Assistentin im Onlinemarketing aus Heilbronn) und Alex (33, Escort aus Nürnberg) eine Party, auf der Roaya mit Jay Jay einen Streit begann und sich danach – wie auch Ornella – ins Match von Juliette und Philipp einmischte.
Folge 2 sah die ausklingende Party und am Tag danach eine „Stunde der Wahrheit“ für die männlichen Singles. Die Angehörigen der Frauen erzählten ihnen: „Was wir an dir lieben“ sowie „Was uns gar nicht gefallen hat“. Am Abend suchte die Moderatorin die Villen auf, kündigte einen neuen Heiratsmarkt für den nächsten Tag an und fragte die Angehörigen, ob sie das Match auflösen und die Schlüssel zu dieser kuća zurückgeben wollten. Annemarie Carpendale erhielt die Schlüssel zu drei Villen. Die nunmehr fünf Marktstände bezogen diesmal zuerst die Männer mit den Angehörigen, die Angehörigen der Frauen erstellten ein Ranking. Dann erfolgte wiederum der Wechsel von Standbesetzung und Besuchern und das zweite Ranking. Die Angehörigen der drei favorisierten Männer wählten drei Frauen aus; Neuauftritt Kevin (29-jähriger Unternehmer aus Pforzheim) und Roaya bekamen die Chance für den nächsten Heiratsmarkt, Natalie und Pana schieden aus.
In Folge 3 fand erneut eine Party der vier gematchten Paare und der beiden Singles mit der aktuellen zweiten Chance statt. Die „Stunde der Wahrheit“ wartete mit „Was uns gar nicht gefallen hat“ und „Was uns an dir überrascht hat“ auf die gematchten Frauen. Die Moderatorin erhielt aus zwei Villen die Schlüssel zurück, gleichzeitig gaben Jule und ihre Eltern bekannt, freiwillig abzureisen. Infolgedessen gab es beim dritten Heiratsmarkt vier neue Singles sowie vier Frauen- und fünf Männermarktstände. Kevin und Roaya konnten die zweite Chance nicht verwerten und schieden aus, Philipp, Juy (22, Biologisch-technischer Assistent aus Hannover) und Liya (33, Künstlerin aus Hannover) erhielten sie neu zugeteilt.
Folge 4 sah Dates der vier Paare abseits der kuće, die „Stunde der Wahrheit“ für die Männer, Party Nummer drei für die vier Paare und die drei Singles mit der zweiten Chance und den vierten Heiratsmarkt, nachdem nur ein Match aufgelöst wurde. Vier männliche Singles stellten sich zuerst vor und wurden nach Anklang sortiert. Die Angehörigen der beiden Erstplatzierten wählten aus den drei weiblichen Singles jeweils ihre Favoritin; aus dem Spiel waren damit Liya und Juy und auch Roman (der ansonsten die zweite Chance erhalten hätte), weil es der letzte Heiratsmarkt der Staffel war.
In der knapp 20 Minuten kürzeren Folge 5 gab es für die vier Paare Dates und/oder Spiele mit allen oder einer Seite der Angehörigen. Am Ende kündigte Carpendale an, am nächsten Tag wiederzukommen und nach den Schlüsseln zu fragen.
In Folge 6 trafen sich die Bewohner der vier kuće vor den geschlossenen Buden des Marktes. Carpendale gab bekannt, die Angehörigen hätten ihre Aufgabe erfüllt und fragte nun jeden Einzelnen der Paare, ob er/sie den nächsten Schritt tun möchte und das Kennenlernen zu Hause fortsetzen. Alle bejahten dies. Die fünf Finalpaare wurden beim Wiedersehen, weiterem Kennenlernen und Ausflügen in Deutschland teilweise von der Kamera begleitet; zuletzt trafen sich Angehörige mit der Moderatorin in einem Raum, zu dem zwei Türen führten. Durch die eine Tür musste der männliche und durch die andere der weibliche Single treten, wenn er mit seinem Match weiter durchs Leben gehen wollte. Drei Paare wollten dies, zweimal blieb eine Tür verschlossen,            

### Nach Paar
 Match fortgesetzt      Match aufgelöst

#### Erster Heiratsmarkt
Juliette + Philipp Folge 3
Die 22-jährige Fitnesstrainerin Juliette war die von den Angehörigen der Männer begehrteste Junggesellin. Vater und Patenonkel konnten deshalb für sie aus dem Vollen schöpfen und ließen Amors Pfeil auf den 27-jährigen Personal Trainer Philipp zielen. Beide hatten im Vorjahr bereits eine Reality-Show-Erfahrung verbucht: Juliette war in der vierten Staffel von Are You the One? zugegen, Philipp bekam zwei Rosen in der neunten Staffel von Die Bachelorette. Die Leipzigerin bevorzugte bislang den südländischen Typ Mann, war aber ebenso wie der Bad Segeberger mit der Partnerwahl der Angehörigen sehr zufrieden. In der ersten Nacht kuschelten sie sich aneinander. Von Roaya aufgewiegelt und von Ornella bestärkt, versuchte Philipp auf der ersten Party vergeblich, ein Gespräch, zu dem Jay Jay Juliette eingeladen hatte, auseinanderzubringen, was dann Ornella erreichte. Juliette bekam darüber Vorhaltungen von Roaya und geriet in Tränen. Die Angehörigen waren sich zur Anfrage der Moderatorin einig, das Match nicht aufzulösen. In Folge 3 dachte Juliette darüber nach, ob Philipp „der Richtige“ wäre, weil er „sehr zickig“ sei und „angepisst, wenn man mal kurz keine körperliche Nähe möchte.“ Auf der zweiten Party kündigte sie Philipp das Match auf und lud Jay Jay zu einem Gespräch ein. Nach gegenseitigen Sympathiebekundungen wollte Jay Jay, dass beide die Nacht in der Partyvilla verbrachten: Juliette stimmte zu. Mit Liebeskummer blieb Philipp zurück; am nächsten Tag erklärte Juliette der Belegung ihrer kuća,  auf sie sei „der Funke nicht übergesprungen“. In Konsequenz wurden die Villenschlüssel von den Angehörigen zurückgegeben, was Philipp seinen Eltern vorwarf.
Jenny + Jay Jay
Die 29-jährige Dresdnerin Jenny, die als Coach arbeitet,  war die zweitbeliebteste Heiratsaspirantin unter den Angehörigen. Mutter und Oma wählten für sie den 33-jährigen selbstständigen Vertriebler Jay Jay. Der Kölner allerdings konstatierte an Jenny zu wenig Busen und Po und schloss mehr als Sympathie aus. Die Angehörigen beider Parteien lösten das Match für den nächsten Heiratsmarkt auf.
Natalie + Roman
Die 30 Jahre alte Natalie Nock aus Baden-Baden, Immobilienmaklerin und Neunte der DSDS-Staffel 2023, war von der Wahl von Cousine und Ex-Schwiegermutter (47 Jahre alt – Natalies Ex war allerdings 56, als sie ihn mit 23 heiratete) angetan: Roman, 35, Bundeswehroffizier aus Köln. Dieser allerdings umgekehrt weniger und so gaben seine Angehörigen den Villenschlüssel zurück, während die Angehörigen von Natalie ihn zwar behalten wollten, aber infolge der Entscheidung der anderen wie diese verfahren mussten. Die Ex-Schwiegermutter äußerte in einer Aussprache die Ansicht, Natalie hätte sich durch Starallüren zu ihrem Ungunsten verändert – Natalie sah sich dadurch unzureichend unterstützt.
Roaya + Pana
Die iranstämmige Roaya, auf Platz 4 des Rankings und 32-jähriger Coach aus Berlin, zeigte sich vom Match von Mutter und Freundin hellauf begeistert: Pana, 33, gastronomischer Leiter in einem Hotel aus Öhringen. Wie sich allerdings am Einzugsabend herausstellte, möchte er als Vater von zwei kleinen Söhnen keine weiteren Kinder, was Roaya gar nicht gefiel. Nach nächtlichem Kuscheln fragte sie am nächsten Tag erneut nach dem „Warum“ und Pana enthüllt erst der Mutter, dann ihr seine Vasektomie. Letztendlich führte das Thema zur Auflösung des Matches.

#### Zweiter Heiratsmarkt
Jenny + Roman Folge 4
Vater und bester Freund des auf der zweiten Rankingliste ganz oben stehenden Roman wählten Jenny aus. In Folge 4 konstatierte Jenny „unterschiedliche Wellenlängen“ und auch Roman war ähnlicher Meinung, so dass die Angehörigen das Match auflösten.
Jule + Jay Jay
Jay Jays Cousin und dessen Ehefrau glaubten, mit der Entscheidung für Neuankömmling Jule (23-jährige Bürokauffrau mit Kosmetikstudio aus Aachen) Jay Jays „optischen Anforderungen“ entsprochen zu haben. Doch Jay Jay warf dem Cousin vor, Jule sei kein „Wow!“; Jule bekam von ihm bezüglich ihrer männlichen Freunde zu hören, in seiner Welt gäbe es „wenig bis gar nicht Freundschaft zwischen Mann und Frau“. Jule sah sich in dieser und weiteren ihrer Lebensweisen nicht von Jay Jay akzeptiert, die vier Angehörigen lösten das Match auf.
Ornella + Alex Finale
Alex nahm Platz 3 der Beliebtheitsskala ein. Vater und Freund wählten für ihn Ornella. Sie, ihre begleitende Mutter und Freundin erfuhren in Folge 3 von Alex Tätigkeiten als Stripper und Callboy, was Ornella akzeptierte. Sie teilte ihrer Mutter mit, dass die sexuelle Anziehung für sie „zu 100 %“ passt, und der Moderatorin auf die Anfrage zur Schlüsselrückgabe in Folge 4, dass sie und Alex das Kennenlernen zu Hause fortsetzen wollen, die Zelte auf der Insel abbrechen und zum Finale zurückkehren werden. Folge 6 sah einen Besuch von Alex bei Ornella zuhause, ein Kartrennen zwischen ihnen im Beisein der Angehörigen und einem Fallschirm-Tandemsprung mit beiden als Passagiere. Im Finale traten sie durch die Türen.

#### Dritter Heiratsmarkt
Stella + Julius Finale
Schwester und Freundin der die dritte Rankingliste anführenden Stella (24, Recruitment Consultant aus Düsseldorf) suchten Julius (24-jähriger Customer Success Manager aus München) für sie aus. Julius und seine Begleitung zeigten sich zwar schockiert, dass Stella aus einer vierjährigen Ehe mit ihrem 48-jährigen Chef kam, in der sie zuletzt fremdging, aber da es eine starke Anziehung mit heftigem Knutschen gab, verlängerten die Angehörigen das Kennenlernen. In Folge 6 begegneten sich alle außer Julius’ begleitendem Freund bei Stella wieder und das Paar durchquerte einen Hochseilgarten. Im Finale kamen beide durch die Türen.
Juliette + Jay Jay Finale
Vater und Patenonkel der Rankingzweiten wählten erwartungsgemäß Jay Jay, der sich auf dem Markt gegenüber Stellas Angehörigen ungünstig darstellte, um nur von Juliettes Team gewählt zu werden. Vor der dritten Party sprach Jay Jay an, über Juliettes Kleidung mitzubestimmen, außerdem solle sie nur in seinem Beisein mit anderen Männern reden. In der „Stunde der Wahrheit“ in Folge 4 bekam Jay Jay von Juliettes Vater Missfallen über sein „Einengen“, „zuviel Temperament“ (Aggressivität) und besitzergreifendes Verhalten zu hören. Juliette zuliebe stimmte er aber wie die anderen Angehörigen der Verlängerung des Matches zu. In Folge 6 besuchten Juliettes Vater und anstelle des Patenonkels ihre Mutter Jay Jay zuhause und trafen dort auch seine Begleitung. Das Paar machte eine Fahrt mit der Kölner Seilbahn. Weil Juliette einen Krankenhausaufenthalt hatte, besuchte nur Jay Jay das Finale; beide erklärten deshalb mündlich, durch die Tür zu gehen.

#### Vierter Heiratsmarkt
Jenny + Philipp Finale
Philipp war Erster des letzten Rankings und seine Eltern wählten Jenny. Philipp gab vor der Kamera an, mit der Auswahl seiner Eltern zufrieden zu sein, hätte allerdings einen „Wow!“-Effekt noch nicht gefühlt, weil sein Herz noch bei Juliette sei und er noch einen Rest Hoffnung auf eine Reunion habee. Gegen Ende von Folge 5 küsste er Jenny im Bett. In Folge 6 besuchten Jenny und ihre Angehörigen Philipp und seine Eltern und machten mit ihnen einen Ausflug zum Meer. Im Finale kam Jenny nicht durch die Tür und gab an, Philipp zu mögen, aber ihn sich nicht als Mann an ihrer Seite vorstellen zu können.   
Celine + Lukas Finale
Die 22-jährige Celine, Studentin (Lehramt Grundschule) aus Remscheid, hatte bislang noch keinen Freund und wurde von der Mutter und dem Zwillingsbruder von Lukas (23, Kinderpfleger aus Hückelhoven) ausgesucht. In der kuća erspähte Celines Vater die zur Ausstattung des Paar-Schlafzimmers gehörende Box mit Kondomen und versteckte sie in der Küche, gab sie dann am nächsten Tag mit dem Statement zurück, überreagiert zu haben und bevormundend gewesen zu sein, was allerdings für Celine peinlich war. Inzwischen hatten er und die mitgereiste jüngere Tochter einen sehr guten Eindruck von Lukas gewonnen; Lukas’ Mutter sah sogar in Celine ein „zu perfektes“ Match und befürchtete, es gäbe noch einen Haken. In Folge 6 besuchten Celine, Vater und Schwester Lukas und seine Angehörigen, im Finale blieb Celine hinter der Türe und teilte dem mit Tränen kämpfenden Lukas mit, sie habe mehr freundschaftliche Gefühle und später der Kamera, sie könne ihn sich nicht bis zum Lebensende an ihrer Seite vorstellen. 

## Einschaltquoten
| Folge | Erstausstrahlung  | Zuschauer (Gesamt) | Marktanteil % | Zuschauer (14 – 49) | Marktanteil % | Quelle |
| ----- | ----------------- | ------------------ | ------------- | ------------------- | ------------- | ------ |
| 1     | Do, 10. Aug. 2023 | 0,40 Mio.          | 1,9           | 0,16 Mio.           | 4,2           | [ 5 ]  |
| 2     | Do, 17. Aug. 2023 | 0,45 Mio.          | 2,1           | 0,24 Mio.           | 5,9           | [ 6 ]  |
| 3     | Do, 24. Aug. 2023 | 0,30 Mio.          | –             | –                   | 3,6           | [ 7 ]  |
| 4     | Do, 31. Aug. 2023 | 0,47 Mio.          | 2,0           | 0,18 Mio.           | 3,9           | [ 8 ]  |
| 5     | Do, 7. Sep. 2023  | 0,43 Mio.          | 2,0           | 0,21 Mio.           | 5,0           | [ 9 ]  |
| 6     | Do, 14. Sep. 2023 | 0,40 Mio.          | 1,8           | 0,20 Mio.           | 4,5           | [ 10 ] |